# Marina Lobatsj
Marina Vikentjevna Lobatsj (Wit-Russisch: Марына Вікенцьеўна Лобач, Russisch: Марина Викентьевна Лобач,) (Smaliavitsji, 26 juni 1970) is een Wit-Russisch gymnastiekcoach en voormalig ritmisch gymnaste, die uitkwam voor de Sovjet-Unie. Bij de Zomerspelen van 1988 in Seoul werd ze olympisch kampioen.

## Carrière
Marina Lobatsj begon op zevenjarige leeftijd met ritmische gymnastiek. Drie jaar later verhuisde ze naar Minsk, om daar haar talent voor de sport verder te kunnen ontwikkelen. Als twaalfjarige ging ze meetrainen met het nationale team en enkele jaren later - in 1985 - werd ze voor het eerst kampioen van de Sovjet-Unie.
In hetzelfde jaar won ze een zilveren medaille met haar touwoefening bij de wereldkampioenschappen in Valladolid. Twee jaar later werd ze in Varna wereldkampioen met haar hoepeloefening. Met touw en knotsen behaalde ze het brons.
Aangezien de Olympische Spelen van 1984 door de Sovjet-Unie geboycot werden, deden Lobatsj en haar team niet mee. Bij de Olympische Spelen van 1988 deed het team van de Sovjet-Unie wel mee en Lobatsj haalde een perfecte score op alle onderdelen. Ze werd olympisch kampioen en besloot niet lang daarna haar carrière als ritmisch gymnaste te beëindigen.
Lobatsj studeerde aan de Russische Academie van Theaterkunst, maar besloot na enkele jaren aan de slag te gaan als coach ritmische gymnastiek. In 2004 opende ze haar eigen gymnastiekschool in Minsk. Er wordt jaarlijks een internationale wedstrijd georganiseerd, die naar haar vernoemd is: de Marina Lobach Cup.

## Persoonlijk
Lobatsj is getrouwd en heeft twee dochters. Het gezin woont in Minsk.

## Onderscheidingen
- Meester in de sport
- Orde van de Volkerenvriendschap

1984: Lori Fung ·
1988: Marina Lobatsj ·
1992: Alexandra Timosjenko ·
1996: Jekaterina Serebrjanskaja ·
2000: Joelia Barsoekova ·
2004: Alina Kabajeva ·
2008: Jevgenia Kanajeva ·
2012: Jevgenia Kanajeva ·
2016: Margarita Mamoen ·
2020: Linoy Ashram ·
2024: Darja Varfolomeev